# St. Urbanhof

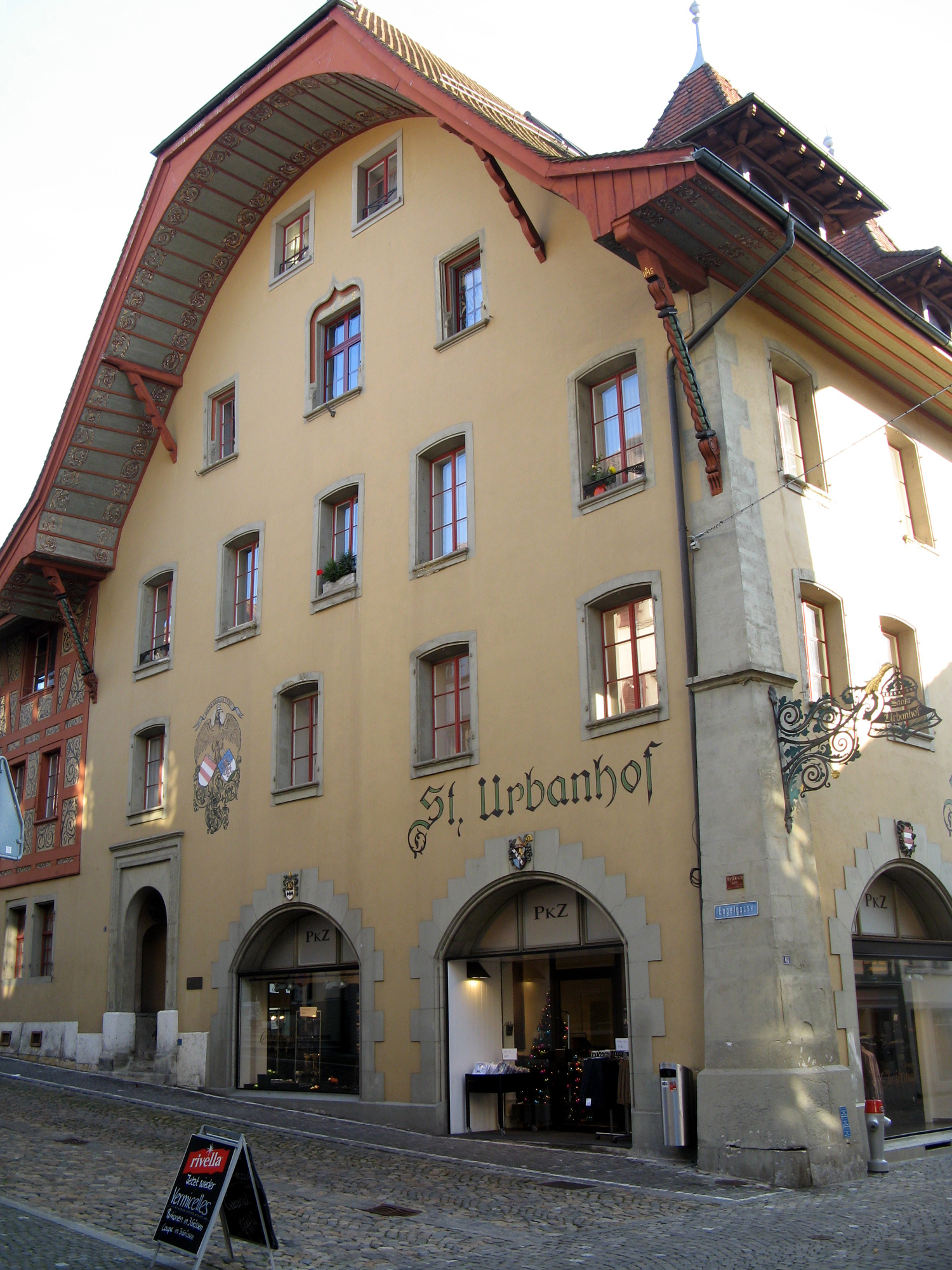
St. Urbanhof

Der St. Urbanhof (früher auch Münchenhof genannt) ist ein denkmalgeschütztes Gebäude in Zofingen in der Schweiz. Es steht in der Altstadt an der Ecke Vordere Hauptgasse / Engelgasse und ist als Kulturgut von regionaler Bedeutung eingestuft.
Das Kloster St. Urban, eine ehemalige Zisterzienserabtei in der nahen Gemeinde Pfaffnau, unterhielt traditionell enge Beziehungen zu Zofingen. Seit 1254 besass es Lagerhäuser in der Stadt, in denen die Zehnten aufbewahrt wurden. 1285 erwarb das Kloster eine zwanzig Jahre zuvor errichtete Liegenschaft, die fortan als Verwaltungszentrum der umliegenden Lehen genutzt wurde. Selbst nachdem 1528 in Zofingen die Reformation eingeführt worden war, behielt der St. Urbanhof seine Funktion bei. Mit der Aufhebung des Klosters im Jahr 1848 ging das Gebäude in Privatbesitz über.
Die ältesten Gebäudeteile im Kern des St. Urbanhofs stammen aus dem 13. Jahrhundert, sind aber durch verschiedene An- und Umbauten verdeckt worden. Sein heutiges Erscheinungsbild erhielt das markante Eckhaus im Wesentlichen im Jahr 1625, als der Hof überbaut und mit den aufgestockten Flügeln unter einem Dach zusammengefasst wurde. Dieses weist eine für das einstige Berner Herrschaftsgebiet typische Ründe auf. Überwiegend aus dem 18. Jahrhundert stammen die profilierten spätgotischen Stichbogenfenster. Im Innern finden sich im ersten Obergeschoss eine Kassettendecke im Spätrenaissance-Stil aus der Zeit um 1625, im Erdgeschoss eine spätbarocke Stuckdecke.